# Ivaiporã
Ivaiporã este un oraș în Paraná (PR), Brazilia.